# Tekelloides australis
Tekelloides australis is een spinnensoort in de taxonomische indeling van de Cyatholipidae.
Het dier behoort tot het geslacht Tekelloides. De wetenschappelijke naam van de soort werd voor het eerst geldig gepubliceerd in 1988 door Raymond Robert Forster.